# Valifema blanda
 (novembre 2021).
Genre
Espèce
Valifema blanda, unique représentant du genre Valifema, est une espèce d'opilions laniatores à l'appartenance familiale incertaine.

## Distribution
Cette espèce est endémique de la province de Sancti Spíritus à Cuba. Elle se rencontre vers Trinidad.

## Description
La femelle holotype mesure 2,3 mm.

## Publication originale
- Šilhavý, 1979 : « New opilionids from the subfamily Phalangodinae from Cuba (Arachn.: Opilionidea). » Věstník československé Společnosti zoologické, vol. 43, no 1, p. 60–75.